# St. Hubertus (Krefeld)

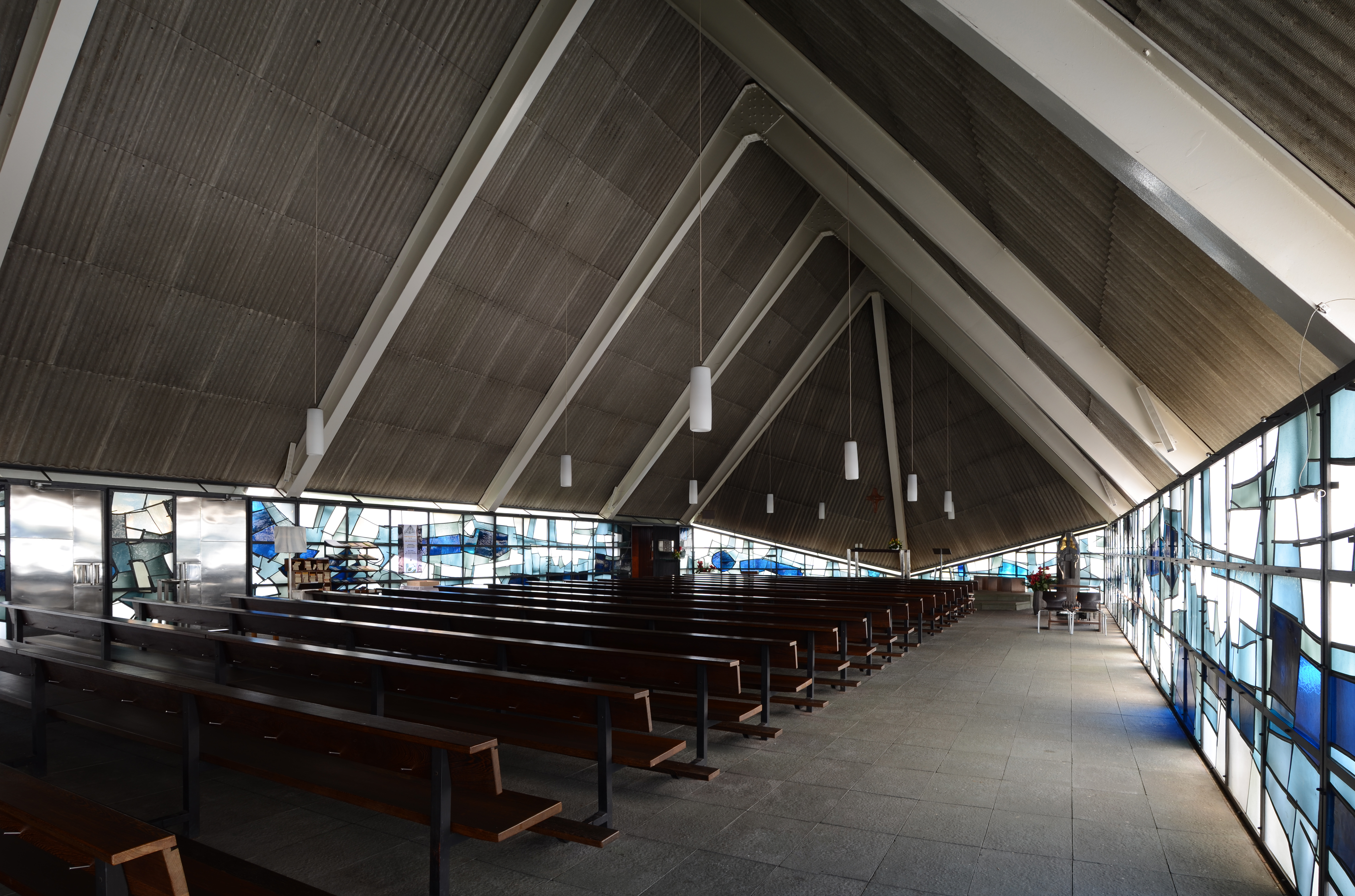
Innenraum (2013)

Die katholische Filialkirche St. Hubertus am Hohen Dyk 130 ist ein denkmalgeschütztes Kirchengebäude im Krefelder Stadtteil Kliedbruch (Nordrhein-Westfalen). Die architektonische Besonderheit der Zeltkirche war die ursprünglich veranlagte, heute noch erkennbare Versetzbarkeit des Bauwerks.

## Geschichte
Bereits Anfang des 20. Jahrhunderts gab es seitens der noch jungen Gemeinde St. Anna in Inrath Pläne, im ländlichen, abgelegeneren Ort Kliedbruch eine Kirche zu errichten. Beschlossen wurde dieser Bau nach gestiegenen Einwohnerzahlen jedoch erst 1953 durch den damaligen Pfarrer der Gemeinde St. Anna. Der zu diesem Zweck gegründete Kirchenbauverein ist seit Februar 1956 dem Heiligen Hubertus von Lüttich gewidmet. Die Kirche sollte demontierbar sein und an anderer Stelle wieder aufgebaut wurden können, da sie sehr nahe an einer ebenfalls in Planung befindlichen Nordtangente lag, deren Verlauf bis zum Hülser Bruch zur Diskussion stand. Gleichzeitig sollten die Kosten möglichst gering gehalten werden, da sie ausschließlich von Gemeindemitgliedern aufgebracht wurden. Beauftragt wurde schließlich der Architekt Heinz Döhmen (1927–2019), der sich bei seinem ersten Kirchenbau für eine Ausführung als Zeltkirche entschied. Im Mai 1959 begann der Bau der Kirche, die am 19. Dezember 1959 von Pfarrer Sittart eingeweiht wurde. Die Baukosten betrugen 123.000 DM (heute umgerechnet rund 348.155 €). Mindestens im Bistum Aachen handelt es sich um die erste transportable Kirche.
Aufgrund des Engagements seitens der Kirchenvertreter und der Gemeindemitglieder hatte die Gemeinde bereits nach kurzer Zeit 1.700 Mitglieder. Unter dem Einfluss des Zweiten Vatikanischen Konzils wurden 1968 der Altarraum der Kirche umgestaltet sowie die Pfarre selbstständig. Erst in den 1970er Jahren wurden die Planungen der Nordtangente aufgegeben, sodass seit dieser Zeit feststeht, dass die konzipierte Demontierbarkeit nicht zum Tragen kommen muss. 1979 wurde südlich neben der Kirche ein kleiner, freistehender Glockenturm erbaut. Neben der Kirche befindet sich außerdem die Sakristei, die ihr heutiges Erscheinungsbild im Jahr 1988 erhielt, sowie das Pfarrheim, dass zwischen August 1998 und Juni 1999 errichtet wurde. Ende der 2000er Jahre hatte die Kirchengemeinde etwa 2.500 Mitglieder.
Die Kirche St. Hubertus steht unter Denkmalschutz und findet sich unter der Nummer 825 in der Liste der Baudenkmäler in Krefeld. Bis 2009 war sie die Pfarrkirche ihrer Gemeinde. Seit dem 1. Januar 2010 ist sie eine von fünf Filialkirchen aus dem Krefelder Norden der neugegründeten Pfarrei St. Christophorus.

## Beschreibung und Ausstattung

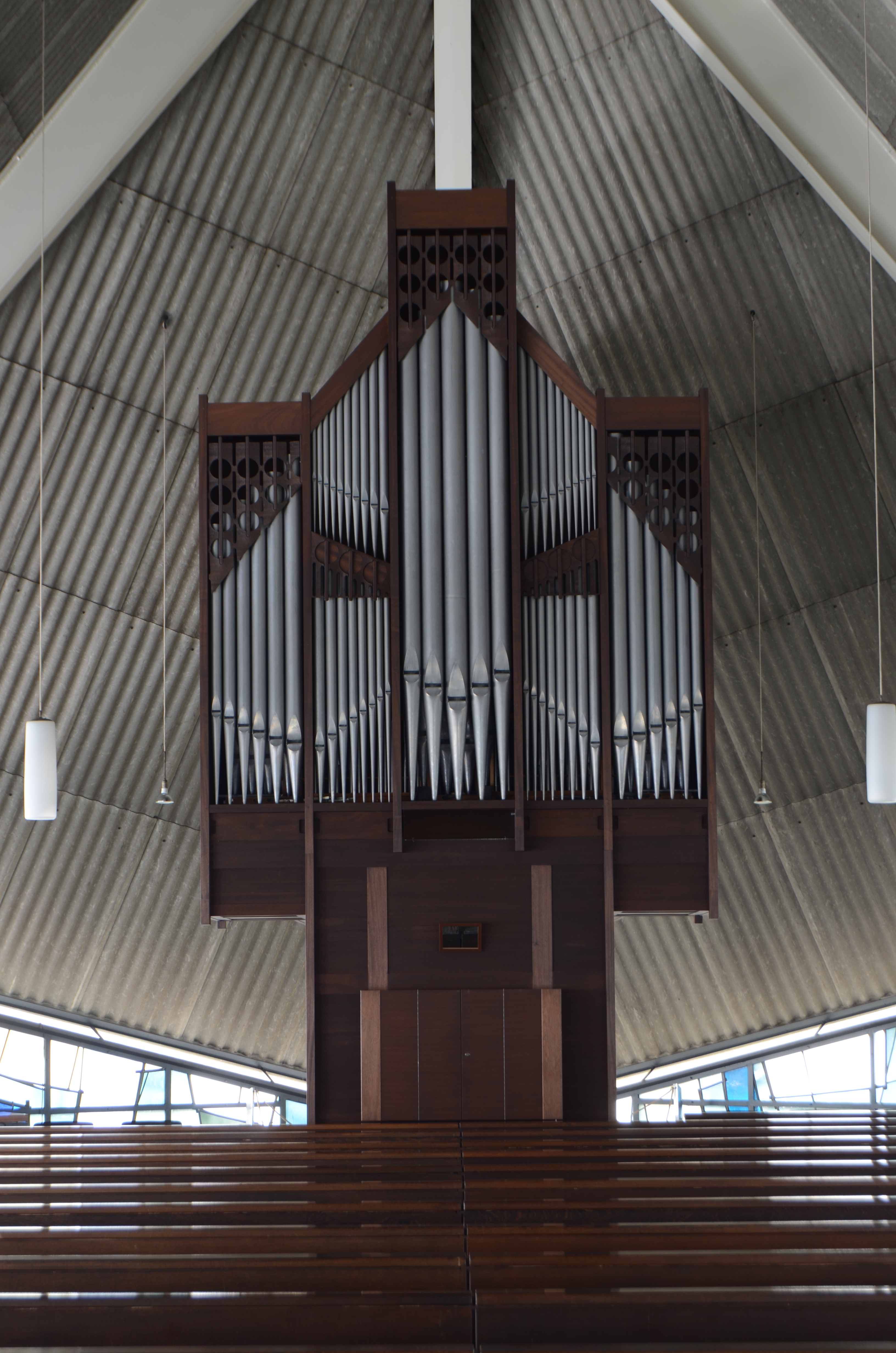
Orgel an der Nordwand (Verschueren 1987)

Die geforderte Versetzbarkeit der Kirche prägte die architektonische Arbeit Dohmens und ist heute noch sichtbar. Die Zeltkirche bot einen Kompromiss aus der notwendigen Einfachheit und der Würde eines sakralen Raumes. Diese wurde in Stahlbauweise ausgeführt, deren Träger Dreiecke bilden und sich einfach demontieren ließen. Hierauf wurde das mächtige Dach aus Faserzement aufgesetzt, das auf der Nord- und Südseite hinab bis zum Boden reicht. Die Gestaltung des Innenraums ist weiterhin schlicht gehalten und enthält nur wenige Elemente.
Unterhalb des Daches bestehen die Seitenwände aus dem 1959–1960 geschaffenen Fensterband des Glasmalers Hubert Spierling, das insbesondere im Inneren mit einer Höhe von bis zu 2,20 m markant hervortritt und auf einer Länge von 24 m einmal ganz um die Kirche herum verläuft. Es schließt den Raum blickdurchlässig ab, ist zugleich jedoch hell und lichtdurchlässig. Das Band besteht aus mundgeblasenem Echt-Antik- sowie Kryolithglas, auf dem uneinheitliche, geometrische Formen, überwiegend unterschiedliche Trapeze, in Weiß-, Grau- und verschiedenen Blautönen zu sehen sind. Diese Gestaltung steht der ansonsten streng geometrischen Architektur konträr gegenüber.
Die Kirche war zunächst mit einer elektronischen Orgel ausgestattet. 1987 wurde eine neue Orgel an der Nordwand aufstellt, die für die Gemeinde von der niederländischen Orgalbaufirma Verschueren aus Heythuysen gebaut wurde.
Weitere Ausstattungsstücke:
- Altartisch von Heinz Dohmen
- Kreuz, Ambo und Tabernakel von Hein Wimmer
- Marienstatue (Schutzmantelmadonna) aus Basaltbeton von Karl-Heinz Trittien[10]
- Taufbecken von Karl-Heinz Modigell
- Weihwasserbecken von Johannes Trittien